# Vebjørn Rodal
Vebjørn Rodal (født 16. september 1972 i Berkåk) er en pensioneret norsk atletikudøver (mellemdistanceløber), der vandt guld på 800 meter ved OL i Atlanta 1996 og bronze på samme distance ved VM 1995 i Göteborg.
Rodals første optræden ved et stort internationalt arrangement var ved OL 1992 i Barcelona. Her stillede han op på 800 meter-distancen, og han kvalificerede sig videre fra indledende runde med en femteplads i sit heat. Semifinalen blev endestationen for ham, idet han blev nummer fem, mere end tre sekunder fra at komme i finalen.
Ved EM i 1994 nåede han første gang på sejrspodiet, da han blev nummer to i finalen på 800 m. Ved VM i 1995 vandt han sølv på samme distance.
Ved OL 1996 i Atlanta var dansk-kenyanske Wilson Kipketer som verdensmester fra 1995 den store favorit på 800 m, men Kenyas Olympiske Komité ville ikke tillade ham at stille op ved OL. Dermed var konkurrencen mere åben, og Rodal udnyttede situationen, da han først vandt det indledende heat, mens han akkurat kom med i finalen med en tredjeplads og næstlangsomste tid. I finalen førte amerikaneren Johnny Gray fra begyndelsen, men med 120 m tilbage satte Rodal spurten ind og holdt til mål i den olympiske rekord 1.42,58 minutter, mens sydafrikaneren Hezekiél Sepeng og kenyaneren Fred Onyancha kom tæt på til sidst med tiderne 1.42,74 og 1.42,79 og fik henholdsvis sølv og bronze.
Ved indendørs-EM 1998 vandt han bronze på 800 m, og ved OL 2000 i Sydney var Rodal flagbærer for Norge ved åbningsceremonien. Sportsligt blev han nummer to i sit indledende heat i 800 m, men han blev kun nummer syv i semifinalen og var dermed ude af konkurrencen.
Efter OL 2000 havde han mistet motivationen og stoppede sin karriere. Han deltog ikke siden ved internationale stævner, men var stoppede dog ikke helt, idet han i 2002 vandt sit sjette norske mesterskab på 800 m; derudover nåede han to norske mesterskaber på 1500 m.
Efter sin karriere har han blandt andet arbejdet som økonom i Telenor, været ekspertkommentator på NRK samt været en del af trænerteamet i fodboldklubben Rosenborg BK.